# Acalypha oblancifolia
Acalypha oblancifolia é uma espécie de flor do gênero Acalypha, pertencente à família Euphorbiaceae.